# استیون کشی
استیون کشی (به انگلیسی: Stephen Keshi) (زاده ۲۳ ژانویه ۱۹۶۲–۷ ژوئن ۲۰۱۶) بازیکن و مربی فوتبال اهل کشور نیجریه بود.
وی در دوران بازی‌گری در تیم‌های مختلفی عضویت داشته که مهم‌ترین آن‌ها تیم‌های اندرلشت و استراسبورگ بوده‌است.
کشی در تیم‌های ملی توگو (در سه مرحله)، مالی و نیجریه نیز مربی‌گری کرده‌است، وی توانسته است به همراه تیم ملی نیجریه به جام جهانی فوتبال ۲۰۱۴ صعود کند.
او در ۸ ژوئن ۲۰۱۶ و در ۵۴ سالگی بر اثر ایست قلبی درگذشت.

## بازی‌های ملی
استیون کشی در سال‌های ۱۹۸۱ تا ۱۹۹۵ در تیم ملی فوتبال نیجریه عضویت داشته‌است که حاصل آن ۶۴ بازی و ۹ گل ملی و همچنین حضور در جام جهانی فوتبال ۱۹۹۴، جام ملت‌های آفریقا ۱۹۹۲ (مقام سوم) و ۱۹۹۴ (قهرمان) و جام کنفدراسیون‌ها (مقام چهارم) بوده‌است.